# النفق (فلم 2016)
النفق (بالإنجليزية: The Tunnel) هو فيلم نجاة ودراما كوري جنوبي صدر سنة 2016.

## القصة
لي جونغ سوو يقود سيارتهُ عائدًا للمنزل في عيد ابنته. وأثناء القيادة من خلال نفق يعبر من خلال الجبال، يحدث ما لا تحمد عقباه، حيث ينهار النفق. عندما يستعيد لي جونغ سوو وعيه، يجد نفسه محاصرًا داخل سيارته، دُفنت سيارتهُ تحتَ آلاف الأطنان من الخرسانة والحُطام. كل ما لديهِ داخل السيارة هوَ هاتفه المحمول، وزجاجتين من المياه وكعكة عيد ميلاد ابنته.

## وصلات خارجية
- النفق على موقع IMDb (الإنجليزية)
- النفق على موقع ميتاكريتيك (الإنجليزية)
- النفق على موقع روتن توميتوز (الإنجليزية)
- النفق على موقع نتفليكس (الإنجليزية)
- النفق على موقع ألو سيني (الفرنسية)
- النفق على موقع فيلمافينيتي (الإسبانية)
- النفق على موقع قاعدة بيانات الفيلم (الإنجليزية)
- النفق على موقع ليتربوكسد (الإنجليزية)
- النفق على موقع كينوبويسك (الروسية)

لا توجد روابط لمواقع التواصل الاجتماعي.